# Alessandria Unione Sportiva 1973-1974
Questa voce raccoglie i dati riguardanti l'Alessandria Unione Sportiva nelle competizioni ufficiali della stagione 1973-1974.

## Avvenimenti
7 luglio 1973: dopo l'abbandono di Marchioro, la scelta del nuovo allenatore ricadde sull'esperto Dino Ballacci.
1º agosto 1973: la squadra, ancora priva di alcuni nuovi elementi, partì per il ritiro di Arsiero. In fase di mercato, pur perdendo elementi importanti come Salvadori e Lorenzetti, la squadra si rinforzò con diversi giocatori di esperienza (Mazzia della Reggina, Reja del Palermo, Volpato e Baisi del Catania, Barbiero della Reggiana e Dalle Vedove, già all'Alessandria negli ultimi campionati di Serie B).
27 agosto 1973: le prime uscite della squadra delusero i tifosi, che fischiarono la squadra dopo i pareggi in Coppa Italia Semipro contro Albese e Derthona. L'Alessandria passò comunque il turno vincendo le due gare di ritorno.
14 ottobre 1973: alla quinta giornata, l'Alessandria subì il primo gol stagionale e cadde a Belluno. La settimana successiva, l'opaco pareggio interno contro la matricola Gavinovese relegò i grigi al quinto posto, con un distacco di due punti dal Venezia capolista.
11 novembre 1973: espugnando Savona, l'Alessandria inanellò la terza vittoria consecutiva e si portò sola in testa, con un punto di vantaggio su Lecco, Pro Vercelli e Venezia. Dopo la gara Ballacci si mostrò polemico con la dirigenza, contestando la cessione del centravanti Musa e il mancato ingaggio di un sostituto.
16 dicembre 1973: il pareggio dei grigi a Chioggia, che faceva seguito alla sconfitta contro l'Udinese della settimana precedente, costò il sorpasso in vetta del Venezia. Dopo quattordici giornate l'Alessandria vantava 19 punti, uno in meno dei neroverdi e uno in più delle terze classificate, Belluno e Lecco.
27 gennaio 1974: il girone d'andata si chiuse in crescendo, con nove punti in cinque gare. Nessuna squadra tenne il ritmo dell'Alessandria, che si ritrovò così prima, con due punti di vantaggio su Lecco e Venezia ferme a quota 26 e cinque sull'Udinese, quarta. Con quattro reti subite, il reparto arretrato si dimostrava il più solido del campionato.
24 febbraio 1974: pur non andando oltre lo 0-0 nell'anticipo di Solbiate Arno, i grigi riuscirono ad allungare sulle inseguitrici. Il 25, infatti, il Lecco perse sul campo del pericolante Savona e rimase in ritardo di tre punti, mentre Venezia e Udinese impattarono nello scontro diretto, mantenendo il terzo posto. La vittoria sul Belluno della settimana successiva aumentò il divario sul secondo posto di un'altra lunghezza.
27 marzo 1974: una formazione zeppa di riserve pareggiò la gara di ritorno degli ottavi di finale di Coppa Italia Semipro contro la Solbiatese e fu eliminata dalla competizione. In campionato andava aumentando, però, il divario sulle inseguitrici.
14 aprile 1974: indolore sconfitta a Venezia. Nella stessa giornata caddero infatti anche Udinese e Lecco. La classifica vedeva l'Alessandria al comando con 43 punti, Udinese e Venezia sul podio a 36, a seguire Lecco e Monza a 35.
5 maggio 1974: battendo l'Udinese alla 32ª, i grigi si portarono a +9 in classifica dagli stessi friulani, terzi, e a +8 sul secondo posto, occupato dal Venezia. Con sole 8 reti subite, la difesa era largamente la migliore del campionato, e la promozione pareva ormai cosa fatta.
17 maggio 1974: nuovi contrasti emersi nei giorni precedenti tra il presidente e Ballacci riguardo al potenziamento della squadra in vista della promozione tra i cadetti ebbero come conseguenza il clamoroso esonero dell'allenatore; la squadra fu provvisoriamente affidata a Mario Pietruzzi, con la collaborazione del capitano Mazzia. Nei giorni successivi le proteste dei tifosi per questa decisione indussero alle dimissioni il presidente Paolo Sacco e il padre Remo che, chiamato a sostituirlo, assunse poi il ruolo di commissario straordinario.
19 maggio 1974: pareggiando a Mantova, l'Alessandria ottenne la matematica promozione in Serie B con quattro giornate ancora da giocare.
4 giugno 1974: notizie riguardanti irregolarità nel trasferimento di Di Prospero, calciatore in comproprietà tra Arezzo e Viterbese giunto all'Alessandria in novembre, vennero presto smentite.
16 giugno 1974: dopo tre sconfitte consecutive, l'Alessandria pareggiò a Trieste, l'Alessandria chiuse il campionato del sospirato ritorno in B dopo sette anni.

## Divise
| Casa | Trasferta |

## Organigramma societario
Area direttiva
- Presidente: Paolo Sacco (fino al 21 maggio)
- Commissario straordinario: Remo Sacco (dal 22 maggio)
- Vicepresidente: Rinaldo Borasio
- Responsabile del settore giovanile: Lino Garavelli

Area organizzativa
- Segretario: Santino Ciceri

Area tecnica
- Allenatore: Dino Ballacci, poi dal 17 maggio Mario Pietruzzi
- Collaboratore tecnico: Bruno Mazzia (dal 17 maggio)

Area sanitaria
- Medico sociale: Luigi Mazza
- Massaggiatore: Sergio Viganò

## Rosa
| N. |                   | Ruolo | Calciatore             |
| -- | ----------------- | ----- | ---------------------- |
|    | Italia (bandiera) | P     | Claudio Croci          |
|    | Italia (bandiera) | P     | Flavio Pozzani         |
|    | Italia (bandiera) | D     | Valeriano Barbiero     |
|    | Italia (bandiera) | D     | Antonio Colombo        |
|    | Italia (bandiera) | D     | Alessandro Cribio      |
|    | Italia (bandiera) | D     | Marcello Di Brino      |
|    | Italia (bandiera) | D     | Attilio Maldera (II)   |
|    | Italia (bandiera) | D     | Alois Mittermaier      |
|    | Italia (bandiera) | D     | Gaetano Rebecchi       |
|    | Italia (bandiera) | D     | Giuseppe Unere         |
|    | Italia (bandiera) | C     | Marco Ballacci         |
|    | Italia (bandiera) | C     | Giampiero Dalle Vedove |
|    | Italia (bandiera) | C     | Arrigo Dolso           |

| N. |                   | Ruolo | Calciatore         |
| -- | ----------------- | ----- | ------------------ |
|    | Italia (bandiera) | C     | Giovanni Faedda    |
|    | Italia (bandiera) | C     | Adriano Gobetti    |
|    | Italia (bandiera) | C     | Luigi Manueli      |
|    | Italia (bandiera) | C     | Bruno Mazzia       |
|    | Italia (bandiera) | C     | Eugenio Pivetta    |
|    | Italia (bandiera) | C     | Edoardo Reja       |
|    | Italia (bandiera) | C     | Rossi              |
|    | Italia (bandiera) | C     | Giancarlo Snidaro  |
|    | Italia (bandiera) | C     | Angelo Volpato     |
|    | Italia (bandiera) | A     | Pietro Baisi       |
|    | Italia (bandiera) | A     | Sergio Di Prospero |
|    | Italia (bandiera) | A     | Ezio Musa          |
|    | Italia (bandiera) | A     | Franco Vanzini     |

## Risultati

### Serie C

#### Girone di andata
| Arbitro: | Terpin (Trieste) |

|                    |           |  |
| Bosotti 23’ (aut.) | Marcatori |  |

| Padova 23 settembre 1973 2ª giornata | Padova        | 0 – 0 referto | Alessandria | Stadio Silvio Appiani\| Arbitro: \| Ciulli (Roma) \| |
| Arbitro:                             | Ciulli (Roma) |               |             |                                                      |

| Arbitro: | Celli (Trieste) |

|          |           |  |
| Musa 59’ | Marcatori |  |

| Arbitro: | Scolari (Verona) |

|                                            |           |  |
| Dalle Vedove 24’ Musa 59’ (rig.) Baisi 83’ | Marcatori |  |

| Arbitro: | Marino (Taranto) |

|            |           |  |
| Tormen 16’ | Marcatori |  |

| Alessandria 21 ottobre 1973 6ª giornata | Alessandria      | 0 – 0 referto | Gavinovese | Stadio Giuseppe Moccagatta\| Arbitro: \| Baldoni (Ancona) \| |
| Arbitro:                                | Baldoni (Ancona) |               |            |                                                              |

| Arbitro: | Schena (Foggia) |

|  |           |            |
|  | Marcatori | 82’ Mazzia |

| Arbitro: | Sancini (Bologna) |

|             |           |  |
| Manueli 29’ | Marcatori |  |

| Arbitro: | Ambrosio (Napoli) |

|  |           |                       |
|  | Marcatori | 23’ Volpato 80’ Baisi |

| Arbitro: | Ciulli (Roma) |

|             |           |              |
| Di Brino 5’ | Marcatori | 12’ De Cecco |

| Arbitro: | Vannucchi (Bologna) |

|            |           |           |
| Basili 65’ | Marcatori | 30’ Baisi |

| Arbitro: | Fuschi (Pescara) |

|              |           |  |
| Di Brino 75’ | Marcatori |  |

| Arbitro: | Barboni (Firenze) |

|             |           |  |
| Politti 70’ | Marcatori |  |

| Chioggia 16 dicembre 1973 14ª giornata | Clodia Sottomarina | 0 – 0 referto | Alessandria | Stadio Aldo e Dino Ballarin\| Arbitro: \| Benedetti (Roma) \| |
| Arbitro:                               | Benedetti (Roma)   |               |             |                                                               |

| Arbitro: | Artico (Padova) |

|                      |           |  |
| Baisi 8’ Manueli 54’ | Marcatori |  |

| Arbitro: | Lops (Torino) |

|  |           |                  |
|  | Marcatori | 67’ Dalle Vedove |

| Arbitro: | Schena (Foggia) |

|                            |           |  |
| Dalle Vedove 31’ Baisi 67’ | Marcatori |  |

| Lecco 20 gennaio 1974 | Lecco            | 0 – 0 referto | Alessandria | Stadio Mario Rigamonti\| Arbitro: \| Falasca (Chieti) \| |
| Arbitro:              | Falasca (Chieti) |               |             |                                                          |

| Arbitro: | Vivarelli (Firenze) |

|           |           |  |
| Baisi 31’ | Marcatori |  |

#### Girone di ritorno
| Arbitro: | Busalacchi (Palermo) |

|          |           |                              |
| Mola 49’ | Marcatori | 13’ (aut.) Bosotti 37’ Dolso |

| Arbitro: | Foschi (Forlì) |

|                           |           |  |
| Dalle Vedove 8’ Baisi 55’ | Marcatori |  |

| Arbitro: | Turiano (Reggio Calabria) |

|                     |           |              |
| Barbiero 65’ (aut.) | Marcatori | 69’ Di Brino |

| Alessandria 23 febbraio 1974 23ª giornata | Solbiatese       | 0 – 0 referto | Alessandria | Stadio Felice Chinetti\| Arbitro: \| Benedetti (Roma) \| |
| Arbitro:                                  | Benedetti (Roma) |               |             |                                                          |

| Arbitro: | Lattanzi (Roma) |

|                          |           |  |
| Di Brino 28’ Manueli 61’ | Marcatori |  |

| Novi Ligure 17 marzo 1974 25ª giornata | Gavinovese          | 0 – 0 referto | Alessandria | Stadio Comunale\| Arbitro: \| Vannucchi (Bologna) \| |
| Arbitro:                               | Vannucchi (Bologna) |               |             |                                                      |

| Arbitro: | Grassi (Savona) |

|           |           |  |
| Baisi 65’ | Marcatori |  |

| Arbitro: | Lanzetti (Viterbo) |

|  |           |           |
|  | Marcatori | 61’ Dolso |

| Arbitro: | Baldoni (Ancona) |

|                               |           |            |
| Dalle Vedove 32’ Di Brino 72’ | Marcatori | 75’ Pavoni |

| Arbitro: | Schena (Foggia) |

|                |           |  |
| Bellinazzi 45’ | Marcatori |  |

| Arbitro: | Busalacchi (Palermo) |

|                                           |           |  |
| Manueli 40’ (rig.), 52’ Marini 85’ (aut.) | Marcatori |  |

| Arbitro: | Martinelli (Catanzaro) |

|  |           |                  |
|  | Marcatori | 19’ Dalle Vedove |

| Arbitro: | Esposito (Torre Annunziata) |

|            |           |  |
| Mazzia 79’ | Marcatori |  |

| Arbitro: | Lapi (Firenze) |

|                          |           |  |
| Reja 80’ Di Prospero 89’ | Marcatori |  |

| Arbitro: | Lapi (Firenze) |

|                     |           |                  |
| Barbiero 66’ (aut.) | Marcatori | 71’ Dalle Vedove |

| Arbitro: | Ambrosio (Napoli) |

|           |           |                                             |
| Baisi 50’ | Marcatori | 24’ (aut.) Maldera 48’ Sadocco 85’ Bonanomi |

| Arbitro: | Lo Bello (Siracusa) |

|                                    |           |  |
| Sala 15’ Corti 54’ Sanseverino 80’ | Marcatori |  |

| Arbitro: | Scolari (Verona) |

|                    |           |                      |
| Manueli 26’ (rig.) | Marcatori | 7’ Foglia 52’ Sacchi |

| Trieste 16 giugno 1974 38ª giornata | Triestina        | 0 – 0 referto | Alessandria | Stadio Giuseppe Grezar\| Arbitro: \| Martelli (Imola) \| |
| Arbitro:                            | Martelli (Imola) |               |             |                                                          |

### Coppa Italia Semiprofessionisti

#### Fase eliminatoria a gironi
| Alba 26 agosto 1973 1ª giornata | Albese           | 0 – 0 referto | Alessandria | Stadio Michele Coppino\| Arbitro: \| Falasca (Chieti) \| |
| Arbitro:                        | Falasca (Chieti) |               |             |                                                          |

| Alessandria 2 settembre 1973 2ª giornata | Alessandria     | 0 – 0 referto | Derthona | Stadio Giuseppe Moccagatta\| Arbitro: \| Morato (Padova) \| |
| Arbitro:                                 | Morato (Padova) |               |          |                                                             |

| Arbitro: | Pieri (Genova) |

|                           |           |  |
| Musa 16’ (rig.) Dolso 26’ | Marcatori |  |

| Arbitro: | Artico (Padova) |

|  |           |                            |
|  | Marcatori | 35’, 76’ Manueli 78’ Dolso |

#### Fase finale
| Novi Ligure 10 ottobre 1973 Sedicesimi di finale - Andata | Gavinovese    | 0 – 0 referto | Alessandria | Stadio Comunale\| Arbitro: \| Lops (Torino) \| |
| Arbitro:                                                  | Lops (Torino) |               |             |                                                |

| Arbitro: | Marino (Genova) |

|                |           |  |
| Baisi 63’, 65’ | Marcatori |  |

| Arbitro: | Testuzza (Genova) |

|  |           |          |
|  | Marcatori | 52’ Rota |

| Solbiate Arno 27 marzo 1974 Ottavi di finale - Ritorno | Solbiatese       | 0 – 0 referto | Alessandria | Stadio Felice Chinetti\| Arbitro: \| Vitali (Bologna) \| |
| Arbitro:                                               | Vitali (Bologna) |               |             |                                                          |

## Statistiche

### Statistiche di squadra
| Competizione         | Punti | In casa | In casa | In casa | In casa | In casa | In casa | In trasferta | In trasferta | In trasferta | In trasferta | In trasferta | In trasferta | Totale | Totale | Totale | Totale | Totale | Totale | DR  |
| Competizione         | Punti | G       | V       | N       | P       | Gf      | Gs      | G            | V            | N            | P            | Gf           | Gs           | G      | V      | N      | P      | Gf     | Gs     | DR  |
| -------------------- | ----- | ------- | ------- | ------- | ------- | ------- | ------- | ------------ | ------------ | ------------ | ------------ | ------------ | ------------ | ------ | ------ | ------ | ------ | ------ | ------ | --- |
| Serie C              | 53    | 19      | 15      | 2       | 2       | 28      | 7       | 19           | 6            | 9            | 4            | 11           | 10           | 38     | 21     | 11     | 6      | 39     | 17     | +22 |
| Coppa Italia Semipro | -     | 4       | 2       | 1       | 1       | 4       | 1       | 4            | 1            | 3            | 0            | 3            | 0            | 8      | 3      | 4      | 1      | 7      | 1      | +6  |
| Totale               | -     | 23      | 17      | 3       | 3       | 32      | 8       | 23           | 7            | 12           | 4            | 14           | 10           | 46     | 24     | 15     | 7      | 46     | 18     | +28 |

### Statistiche dei giocatori
| Giocatore       | Serie C  | Serie C | Coppa Italia Semipro | Coppa Italia Semipro | Totale   | Totale |
| Giocatore       | Presenze | Reti    | Presenze             | Reti                 | Presenze | Reti   |
| --------------- | -------- | ------- | -------------------- | -------------------- | -------- | ------ |
| M. Ballacci     | -        | -       | 3                    | 0                    | 3        | 0      |
| P. Baisi        | 35       | 9       | 4                    | 2                    | 39       | 11     |
| V. Barbiero     | 35       | 0       | 5                    | 0                    | 40       | 0      |
| A. Colombo      | 35       | 0       | 4                    | 0                    | 39       | 0      |
| A. Cribio       | 3        | 0       | 4                    | 0                    | 7        | 0      |
| C. Croci        | 3        | -1      | 4                    | -1                   | 7        | -2     |
| G. Dalle Vedove | 30       | 7       | 2                    | 0                    | 32       | 7      |
| M. Di Brino     | 36       | 5       | 5                    | 0                    | 41       | 5      |
| S. Di Prospero  | 7        | 1       | 1                    | 0                    | 8        | 1      |
| A. Dolso        | 30       | 2       | 3                    | 2                    | 33       | 4      |
| G. Faedda       | 3        | 0       | 4                    | 0                    | 7        | 0      |
| A. Gobetti      | 1        | 0       | 7                    | 0                    | 8        | 0      |
| A. Maldera (II) | 30       | 0       | 5                    | 0                    | 35       | 0      |
| L. Manueli      | 35       | 6       | 7                    | 2                    | 42       | 8      |
| B. Mazzia       | 29       | 2       | 4                    | 0                    | 33       | 2      |
| A. Mittermaier  | -        | -       | 1                    | 0                    | 1        | 0      |
| E. Musa         | 7        | 2       | 5                    | 1                    | 12       | 3      |
| E. Pivetta      | -        | -       | 1                    | 0                    | 1        | 0      |
| F. Pozzani      | 36       | -16     | 4                    | 0                    | 40       | -16    |
| G. Rebecchi     | -        | -       | 2                    | 0                    | 2        | 0      |
| E. Reja         | 36       | 1       | 2                    | 0                    | 38       | 1      |
| Rossi           | -        | -       | 1                    | 0                    | 1        | 0      |
| G. Snidaro      | -        | -       | 1                    | 0                    | 1        | 0      |
| G. Unere        | 17       | 0       | 7                    | 0                    | 24       | 0      |
| F. Vanzini      | 7        | 0       | 7                    | 0                    | 14       | 0      |
| A. Volpato      | 36       | 1       | 3                    | 0                    | 39       | 1      |